# Forăști (gmina)
Forăști – gmina w Rumunii, w okręgu Suczawa. Obejmuje miejscowości Antoceni, Boura, Forăști, Manolea, Oniceni, Roșiori, Ruși, Țolești i Uidești. W 2011 roku liczyła 4451 mieszkańców.